# チャールズ・ネヴィル (ミュージシャン)
チャールズ・ネヴィル（Charles Neville、1938年12月28日 - 2018年4月26日）はアメリカ合衆国のR&B、ジャズのミュージシャンである。ネヴィル・ブラザーズのサックス奏者として活躍した。「チャーリー・ザ・ホーン・マン」の愛称で知られる。

## 来歴

### 幼少期
チャールズ・ネヴィルは、ネヴィル四兄弟の二番目の息子として、1938年12月28日、ニューオーリンズに生まれた。父親はアーサー・ラノン・ネヴィル・シニア、母親はアメリア・ランドリー・ネヴィルであった。ネヴィルは彼の音楽の共演者でもあった兄弟たち（アート、アーロン、シリル）と共に市内のカリオープ団地で育った。彼らの伯父ジョージ・"ビッグ・チーフ・ジョリー"・ランドリーは、マルディグラ・インディアンのグループ、ワイルド・チャピトゥーラスのリード・シンガーであった。チャールズは15歳のときに家を出てラビット・フット・ミンストレル・ショーでサックスをプレイするようになった。彼はニューオーリンズに戻ると、デュー・ドロップ・インのハウス・バンドでプレイした。
彼は1956年から1958年の間、アメリカ海軍に従軍。テネシー州メンフィス駐在時に、ビール・ストリートの音楽シーンを発見して、後になりB.B.キング、ボビー・ブランドと共にツアーを経験した。

### キャリア
ネヴィルは、同じニューオーリンズ出身の歌手、ラリー・ウィリアムズのバンドに加入したがヘロイン中毒に陥り、活動は長くは続かなかった。彼は1986年になってヘロイン中毒を克服している。1963年より、彼は大麻不法所持の容疑で3年半の間ルイジアナ州立刑務所（通称：アンゴラ）に服役した。彼は、ピアニストのジェイムズ・ブッカー、ドラマーのジェイムズ・ブラックら投獄されていた他のニューオーリンズのミュージシャンたちと共に刑務所の音楽室で練習に励んだ。出所後、ネヴィルはニューヨークに移住しモダン・ジャズを探求した他、ジョニー・テイラー、クラレンス・カーター、O.V.ライトらとツアーに出るようになった。
1976年、彼の母方の伯父ジョージ・"ビッグ・チーフ・ジョリー"・ランドリーが彼のマルディグラ・インディアンのグループ、ワイルド・チャピトゥーラスのレコーディングを行なうために、ネヴィルと彼の兄弟たちを招集し、ネヴィルはニューオーリンズに戻ることとなった。このレコーディングは同年アルバム『The Wild Tchoupitoulas』としてリリースされ、その伝統的な音楽とファンクの融合したサウンドはニューオーリンズの音楽文化の象徴的存在となった。
その後間もなく、四兄弟はネヴィル・ブラザーズを結成し、多くのアルバムのリリースと世界ツアーを行なっている。ニューオーリンズ・ジャズ&ヘリテッジ・フェスティバル（ジャズフェス）においては、彼らが長きに渡りメイン・ステージのトリを務めた。
チャールズのサクソフォーンの演奏は、ベスト・セラーとなったアルバム『イエロー・ムーン』(1989年)において特に顕著であり、彼がフィーチャーされた同作の「Healing Chant」がグラミー賞の最優秀ポップ・インストゥルメンタル・パフォーマンス賞を受賞した。彼らにとってこれは唯一のグラミー賞受賞となった。
彼は1990年代に妻クリスティン・ネヴィル、子息と共にマサチューセッツ州の郊外地域に移住したが、その後も兄弟たちを始め、様々なミュージシャンたちとの活動を続けた。彼の残したレコーディングには自身のグループ、ダイヴァーシティとの作品を始め、ジャズやクラシックのミュージシャンとの共演、そしてネイティブ・アメリカンのミュージシャンと結成したソングキャッチャーズとの共演盤がある。
ネヴィルはニューオーリンズの音楽とそのリズム・アンド・ブルース、ロックンロール、ファンク、ジャズへの影響の歴史に焦点を当てた2005年のドキュメンタリー映画「Make It Funky!」にネヴィル・ブラザーズのメンバーとして登場し、パフォーマンスを行なった。映画の中で彼らはアイヴァン・ネヴィルとイアン・ネヴィルをゲストに迎え、「Fire On The Bayou」を披露している。
2008年、彼は東洋の精神世界への関心を表現した反映したアルバム『Safe In Buddha's Palm』をリリースした。彼はニューオーリンズに戻り、自身のジャズ・コンボでジャズ・クラブのスナグ・ハーバーに出演したのを始め、娘でジャズ/ファンク歌手のシャーメイン・ネヴィルとも共演をしている。彼はまた二人の息子たち（タリン、カーリフ）と共にニューイングランド・ネヴィルズ名義で活動もした。2012年以降、彼はアーロン・ネヴィルのソロ・バンドのメンバーとなってツアーを行ない、2017年にはアーロンのソロとしては初めてのフレンチクオーター・フェスティバル出演の際も一緒にステージに立っている。チャールズの最後のジャズフェス出演は2017年、ドクター・ジョンとのステージであった。
彼は2017年11月、ティピティーナスで予定されていたネヴィル家の音楽祭「ネヴィル・ファミリー・グルーヴ」に出演する予定であったが入院をし出演は中止となった。彼は2018年4月26日、マサチューセッツ州ハンティントンの自宅にてすい臓がんのため死去した。79歳であった。

## ディスコグラフィー
- 1990年『Charles Neville & Diversity』(LaserLight Digital)
- 1994年『Dreaming In Color』(A&M) ※ソングキャッチャーズ名義
- 1997年『Safe In Buddha's Palm』(Small Circle)
- 2010年『Tree Of Life』(Sacred Sound)